# Radomir Putnik
Radomir Putnik (Kragujevac, 24. siječnja 1847. – Nica, 17. svibnja 1917.) srpski vojskovođa, vojvoda, načelnik Glavnog generalštaba Vojske Kraljevine Srbije u Prvom svjetskom ratu.
Nakon što je 1896. godine bio umirovljen zbog sukoba oko razvoja vojske, vraćen je u aktivnu službu 1903. godine, na mjesto šefa (načelnika) Generalštaba Vojske Kraljevine Srbije; tu će ostati kao najviši srbijanski vojni zapovjednik koji će pripremiti vojsku za uspjeh u Prvom i Drugom balkanskom ratu, te će je voditi u nekoliko pobjeda protiv invazijskih Austro-Ugarskih snaga, ali potom i u teškom porazu 1915. godine nakon kojega je čitava vojska - uz katastrofalne gubitke - povučena iz Srbije na otok Krf u Grčkoj. Krajem 1915. god. je smijenjen (navodno je o svojoj smjeni saznao kada mu je u siječnju 1916. godine blagajnik isplatio generalsku plaću bez dodatka kojega je dobivao kao načelnik Generalštaba), te odlazi u Francusku.
Kao osoba koja je svoju ulogu nakon 1903. dugovao zavjerenicima koji su ubili kralja Aleksandra Obrenovića, bio je pokrovitelj njihovog djelovanja, koje je uključivalo infiltriranje četnika na područje Otomanskog Carstva, te širenje obavještajne i prevratničke mreže na području Austro-Ugarske. Čak i nakon što je bilo dobro poznato da putpukovnik Dragan Dimitrijević Apis stoji iza velikosrpske tajne organizacije Crna ruka (čije postojanje nije bilo tajno, nego je djelovanje bilo tajnovito) i pisanja časopisa "Pijemont" kao efektivnog glasila te organizacije, general Putnik je 1913. Dragutina Dimitrijevića Apisa - za kojega se znalo da je Putnikov čovjek od povjerenja - imenovao za šefa vojne obavještajne službe. Putnik je nastavio "pokrivati" u suštini ilegalne aktivnosti časnika koji su bili članovi "Crne ruke", čak i kada su se oni upuštali u doista izrazito drske nezakonite aktivnosti protiv civilnih vlasti, stranih država i drugih vojnika.
Vojnik i vojskovođa srpske vojske punih četrdeset godina. Rodio se u Kragujevcu 24. siječnja 1847. godine. Otac Dimitrije je bio učitelj. Vojničko zvanje je stekao na Artiljerijskoj školi u Beogradu. Poslije mnogih rasporeda i napredovanja u službi 1903. godine postavljen je za načelnika Glavnog generalštaba. Tvorac je moderne srpske vojske. U okviru školovanja i obuke časnika uveo je rješavanje taktičkih zadataka. Srpsku vojsku je osuvremenio novim naoružanjem, na ključna mjesta je postavio talentirane ofičasnike i nije dozvolio da se politika umiješa u redove vojnika. Zajedno sa Živojinom Mišićem pripremio je sve ratne planove za Balkanske ratove i za Prvi svjetski rat. U periodu od 1912. do 1916. godine bio je načelnik Vrhovne komande. Poslije Kumanovske bitke postao je prvi srpski vojvoda. S Krfa 1916. godine otišao je na liječenje u Nizu i godinu dana nakon toga je umro.
Bavio se teorijom ratovanja. Napisao je “Služba generalštaba” I i II “Služba i mirno doba” i “Služba u ratno doba”. Prezime Putnik njegova porodica je dobila u vrijeme kada su preci, točnije djed Arsenije, doselio s Kosova u Belu Crkvu. Kada su njegovog djeda, koji je tada imao oko sedam godina, upitali kako se zove, odgovorio je da je on putnik u nepoznatom pravcu. Tako su Arsenija nazvali Putnik. Radomir je u školu krenuo sa šest godina i ako su i tada djeca kretala s navršenih sedam godina. Bio je dobar đak, odmjeren, ali volio je da se u društvu nametne kao prvi, da se njegova sluša. Tu osobinu je zadržao kroz cijeli život.
Od oca, prosvjetnog radnika, je čuo da ne treba učiti samo za školu, već i za život. Mnogim nastavnicima je zadavao glavobolju, jer je često postavljao potpitanja poslije njihovih predavanja. U to vrijeme nastavnici nisu voljeli naširoko i nadugačko objašnjavati ono što predaju, već su se strogo držali zadate teme, tako da Radomir nije bio mnogo omiljen kod njih. Najvjerojatnije zbog toga nastavnik njemačkog mu je dao trojku, a kasnije se kroz vojničku karijeru tečno služio njemačkim jezikom i veoma rijetko je koristio rječnik čak i kada čita njemačku literaturu. Povremeno bi svirao gitaru i pjevao, uglavnom kada bi ga zamolila majka ili otac.